# Leptothorax italicus
Leptothorax italicus är en myrart som beskrevs av Mario Consani 1952. Leptothorax italicus ingår i släktet smalmyror, och familjen myror. Inga underarter finns listade i Catalogue of Life.